# あしたに駈けろ!
『あしたに駈けろ!』（あしたにかけろ）は、1972年に松竹が製作、フジテレビ系列で放送されていた学園ドラマ。

## 放送データ
- 放送期間：1972年8月7日 - 1972年9月25日
- 放送日時：毎週月曜日 20：00～20：55
- 放送回数：全8話
- 放送形態：カラーフィルム作品

## テーマソング

### 主題歌
- 『涙によろしく』 
歌唱：森田健作　作詞：阿久悠　作曲：鈴木邦彦 （RCAレコード・JRT-1239）

### 挿入歌
- 若者たち
歌唱：森田健作　作詞：藤田敏雄　作曲：佐藤勝  編曲：竹村次郎（RCAレコード・JRT-1254）

## スタッフ
- 脚本：放送リスト参照。
- 監督：放送リスト参照。

## キャスト
- 森田健作（青木洋介）
- 鳥居恵子（秋山千恵）
- 郷ひろみ（秋山哲夫）
- 栗田ひろみ（マユミ）
- 津島恵子（信子）
- 尾崎奈々（白川夏子）
- 石田信之
- 沖田駿一（足立健二）
- 草野大悟（稲垣先生）
- 牟田悌三（近藤校長）
- 笠智衆（佐伯竜之助）
- 菅原謙次（青木雄吉）
- 長谷川待子（千代）
- 児島美ゆき（マキ）
- 黒沢年男（足立健二の兄邦夫。高校OBの教育実習生で元ラグビー部キャプテン）
- 高見エミリー（エミ）
- 相沢正子（節子）
- 進千賀子（由美）
- 鍋谷孝喜（池内）
- 長浜鉄平（深沢）
- 上西孝

以下ゲスト
- 奈美悦子（畑野京子・第4話）
- 五十嵐じゅん（松原ジュン・第5話）
- 篠田三郎（小野田守・第5話）
- 川口厚（田中吾郎・第7話）

## 放送リスト
| 回数 | 放送日        | サブタイトル            | 脚本       | 監督       |
| ---- | ------------- | ----------------------- | ---------- | ---------- |
| 1    | 1972年 8月7日 | 友よ日はまた昇る        |            | 広瀬襄     |
| 2    | 8月14日       | 栄光のデモシカ先生      |            | 広瀬襄     |
| 3    | 8月21日       | 潮風のふたり            | 菅野昭彦   | 今井雄五郎 |
| 4    | 8月28日       | 気まぐれ人魚フンサーイ! | 才賀明     | 今井雄五郎 |
| 5    | 9月4日        | 俺たちの星はどっちだ    | 山根優一郎 | 広瀬襄     |
| 6    | 9月11日       | 青春の一番長い日        | 加瀬高之   | 今井雄五郎 |
| 7    | 9月18日       | おれと結婚してくれ!     | 石森史郎   | 広瀬襄     |
| 8    | 9月25日       | 今日の涙にさようなら    | 山根優一郎 | 今井雄五郎 |

## 前後番組
| フジテレビ系 月曜20時台 | フジテレビ系 月曜20時台 | フジテレビ系 月曜20時台 |
| 前番組                  | 番組名                  | 次番組                  |
| ----------------------- | ----------------------- | ----------------------- |
| 青春をつっ走れ          | あしたに駈けろ!         | 泣くな青春              |